# Isoetes lechleri
Isoetes lechleri är en kärlväxtart som beskrevs av Georg Heinrich Mettenius. Isoetes lechleri ingår i släktet braxengräs, och familjen Isoetaceae. Inga underarter finns listade i Catalogue of Life.